# Conspirator
Conspirator (bra: Traidor, ou O Traidor) é um filme britânico de suspense e espionagem de 1949 dirigido por Victor Saville para a MGM. O roteiro de Sally Benson é baseado em livro homônimo de 1948 de autoria de Humphrey Slater. O filme causou alguma polêmica devido a diferença de idade dos atores protagonistas que formaram par romântico: Robert Taylor, na época na casa dos trinta anos avançados e Elizabeth Taylor, com apenas dezesseis anos de idade.

## Elenco
- Robert Taylor...Major Michael Curragh
- Elizabeth Taylor...Melinda Greyton
- Robert Flemyng...Capitão Hugh Ladholme
- Harold Warrender...Coronel Hammerbrook
- Honor Blackman...Joyce
- Marjorie Fielding...Tia Jessica
- Thora Hird...Broaders
- Wilfrid Hyde-White...Lorde Pennistone
- Marie Ney...Lady Pennistone
- Jack Allen...Raglan
- Helen Haye...Lady Witheringham
- Cicely Paget-Bowman...Senhora Hammerbrook
- Karel Stepanek...Radek
- Nicholas Bruce...Alek
- Cyril Smith...Inspetor Detetive
- Janette Scott...Toby

## Sinopse
Melinda Greyton é uma jovem norte-americana de 18 anos em visita a parentes na Inglaterra. Levada pela prima Joyce a um baile de oficiais, ela conhece e se encanta com o Major Michael Curragh, de ascendência irlandesa. Apesar de admirado e da carreira militar promissora, Curragh secretamente é membro do Partido Comunista e repassa planos do Estado Maior Britânico para espiões da União Soviética, liderados pelo misterioso Comandante Radek. Ele reluta mas acaba se casando com Melinda, para ira dos parceiros do partido. Quando Melinda descobre sobre a espionagem do marido, Curragh recebe ordens para eliminá-la.

## Produção
Os produtores tomaram cuidado para não mencionarem no filme os nomes de traidores britânicos da Segunda Guerra Mundial, tais como John Amery e Norman Baillie-Stewart, por medo de processos judiciais das famílias. Há uma menção indireta a Baillie-Stewart quando um ator menciona "aquele sujeito da Torre" ("that fellow in the Tower"). O roteiro também traz similaridades com o então recente caso dos Espiões de Cambridge, que inclui Donald Maclean.

## Recepção
De acordo com os registros da MGM o filme arrecadou 859 mil dólares nos Estados Unidos e Canadá e 732 mil dólares em outros países, resultando em prejuízo.